# Robert C. Smith

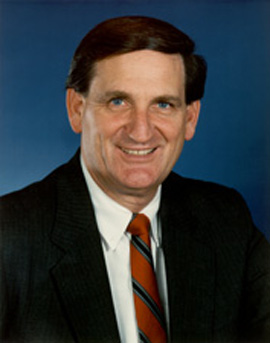
Robert C. Smith

Robert Clinton Smith (* 30. März 1941 in Trenton, New Jersey) ist ein US-amerikanischer Politiker der Republikanischen Partei, der den Bundesstaat New Hampshire in beiden Kammern des Kongresses vertrat.

## Leben
Robert Smith wurde als Sohn von Margaret (geborene Eldridge) und Donald E. Smith geboren, besuchte öffentliche Schulen in Allentown und Trenton, machte im Jahre 1965 einen Bachelor-Abschluss am Lafayette College und diplomierte an der California State University, Long Beach. Von 1962 bis 1965 diente er als Reservist in der United States Navy, war dort von 1965 bis 1967 im aktiven Dienst, darunter ein Jahr in Vietnam und anschließend bis zum Jahre 1969 wieder Reservist. Er ließ sich in Wolfeboro nieder und unterrichtete Geschichte und Englisch, ehe er als Eigentümer und Betreiber der „Yankee Pedlar brokerage“ ins Immobiliengeschäft einstieg.

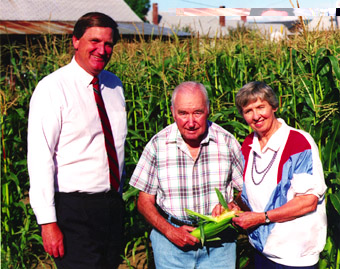
Smith mit Gouverneur Meldrim Thomson und dessen Ehefrau

Nach einer erfolglosen Kandidatur für den 98. Kongress im Jahre 1982 erhielt er bei der folgenden Wahl einen Sitz im Repräsentantenhaus der Vereinigten Staaten, den er vom 3. Januar 1985 bis 3. Januar 1991 innehatte. Nach dem Rücktritt von Gordon J. Humphrey wurde Smith am 7. Dezember 1990 als Nachfolger in den US-Senat berufen und in den Jahren 1990 und 1996 im Amt bestätigt. Diese Funktion übte er bis zum 3. Januar 2003 aus, weil er die Wiederwahl im Jahre 2002 verloren hatte. Zuvor hatte er erfolglos bei den Vorwahlen zur Präsidentschaftswahl 2000 kandidiert.
Smith war vom 7. Januar 1997 bis 2. November 1999 Vorsitzender der Senats-Ethikkommission und vom 20. Januar 2001 bis 6. Juni 2001 Vorsitzender des Senatsumweltausschusses.
Er ist mit Mary Jo Smith, geborene Hutchinson, verheiratet und Vater von drei Kindern.